# Annegialia ataeniformis
Annegialia ataeniformis is een keversoort uit de familie bladsprietkevers (Scarabaeidae). De wetenschappelijke naam van de soort werd voor het eerst geldig gepubliceerd in 1971 door Henry Fuller Howden.